# Партанна
Партанна (італ. Partanna, сиц. Partanna) — муніципалітет в Італії, у регіоні Сицилія, провінція Трапані.
Партанна розташована на відстані близько 470 км на південь від Рима, 60 км на південний захід від Палермо, 50 км на південний схід від Трапані.
Населення — 10 696 осіб (2014).
Щорічний фестиваль відбувається 15 червня. Покровитель — святий Віт.

## Демографія
Населення за роками:

Станом на 1 січня 2023 року в муніципалітеті офіційно проживали 622 іноземці з 31 країни, серед них 207 громадян країн Євросоюзу та 3 громадяни України.

## Сусідні муніципалітети
- Кастельветрано
- Монтеваго
- Салапарута
- Санта-Нінфа